# Mato Grosso
Mato Grosso (wymowaⓘ [ˈmatu ˈɡɾosu]) – jeden z 26 stanów Brazylii, położony w środkowo-zachodniej części kraju. Od zachodu graniczy z Boliwią i stanem Rondônia, od północy ze stanami Amazonas i Pará, od wschodu ze stanami Tocantins i Goiás, a od południa ze stanem Mato Grosso do Sul.

## Miasta
Największe miasta w stanie Mato Grosso według liczby mieszkańców (stan na 2022 rok):
| L.p. | Miasto             | Liczba ludności |
| ---- | ------------------ | --------------- |
| 1.   | Cuiabá             | 650 877         |
| 2.   | Várzea Grande      | 300 078         |
| 3.   | Rondonópolis       | 244 911         |
| 4.   | Sinop              | 196 312         |
| 5.   | Sorriso            | 110 635         |
| 6.   | Tangará da Serra   | 106 434         |
| 7.   | Cáceres            | 89 681          |
| 8.   | Primavera do Leste | 85 146          |
| 9.   | Lucas do Rio Verde | 83 798          |
| 10.  | Barra do Garças    | 69 210          |

## Gospodarka
W stanie rozwinął się przemysł spożywczy oraz drzewny. Ludność stanu zajmuje się hodowlą bydła oraz uprawą ryżu, kukurydzy, fasoli i manioku. Ponadto eksploatacja złota i diamentów.

## Sport
Na Arenie Pantanal w mieście Cuiabá rozgrywane były mecze Mistrzostw Świata w Piłce Nożnej 2014.